# Pasador para el cabello

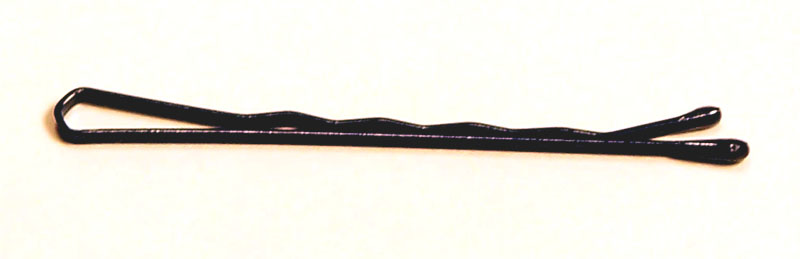
Pasador para el cabello, de diseño simple.

Un pasador, pincho, gancho, horquilla (en España), u ondulín, es un tipo de presilla para el pelo, por lo general de metal o plástico, que se utiliza en el peinado para mantener el cabello en su lugar. Es un pequeño trozo de metal doblado que se desliza en el cabello con las puntas abiertas y luego las flexibles puntas se cierran sobre el cabello para mantenerlo en su lugar. Suelen ser lisos y discretamente coloreados, pero algunos están decorados elaboradamente o con apliques de joyas de fantasía. Los pasadores para el cabello se hicieron populares en la década de 1920 para sujetar los nuevos peinados bob.

## Historia
El pasador fue inventado por Luis Marcus, un fabricante de cosméticos con sede en San Francisco, después de la Primera Guerra Mundial, y su uso se extendió al ponerse de moda el peinado conocido como "bob". Originalmente vendía dos pasadores hechos a mano por 35 centavos. Aunque Marcus pensó en nombrar la presilla con su nombre, finalmente las llamó "bobby pin", su nombre en inglés, por el peinado bob.

## Aspecto
Al igual que los pasadores básicos, los pasadores decorados a veces se usan para agregar un toque de color o elemento decorativo en el cabello. Un pasador decorado puede tener perlas, cintas u otros detalles adosadas a ella, y generalmente se usa para retirar las secciones frontales del cabello a la vez que decora.
Los pasadores también pueden estar teñidas de color algún color acorde con el del cabello, como ser rubio, marrón o rojo para mimetizarse mejor en el cabello.
Algunas se fabrican sin el lado ondulado y son lisas y curvadas. Están hechas de esta manera para ayudar con el agarre y se mantienen más cerca y unidas al cabello al que están fijadas.
Los pasadores también pueden estar acolchados para evitar arrugar el cabello.

## Usos
El uso principal de un pasador es mantener el cabello en su lugar. Además en peinados estilo bob, los pasadores a menudo se usan en recogidos, moños y otros estilos de cabello donde se desea una apariencia elegante. Para usar un pasador en el cabello, se debe sostener el cabello en la posición deseada y empujar el pasador (con el lado recto hacia arriba) en su lugar.
Los pasadores también se pueden usar para sostener coberturas para la cabeza, tales como vinchas, bandanas y kipás en su lugar.
También pueden ser utilizados como elementos decorativos en el cabello.
Cualidades como la capacidad de pinzar o el tener una pieza de metal delgada y plana siempre disponible hacen que el pasador también se puede usar de otras maneras:
- Como ganzúas improvisadas, enderezando dos pasadores para abrir la cerradura.[9]
- Se pueden usar en lugar de una pinza de la ropa para secar artículos ligeros.
- Se pueden usar como pinzas para mantener cerrados entre usos paquetes de porciones múltiples.
- Se pueden deslizar entre las páginas de un libro a modo de marcador.
- Los pasadores se emplean a veces para proteger los dedos de quemaduras mientras se fuma la parte final de un cigarrillo de marihuana.
- Los pasadores se pueden usar para enhebrar cordones a través de agujeros precortados en cuero y otros materiales duros.[10]